# 小行星5855
小行星5855（英語：5855 Yukitsuna）是一颗围绕太阳公转的小行星。1992年10月26日，A. Natori、浦田武在清水町发现了此天体。
这颗小行星的绝对星等为323.8300428447628等。